# Casa de los Lirios
 (octobre 2018).

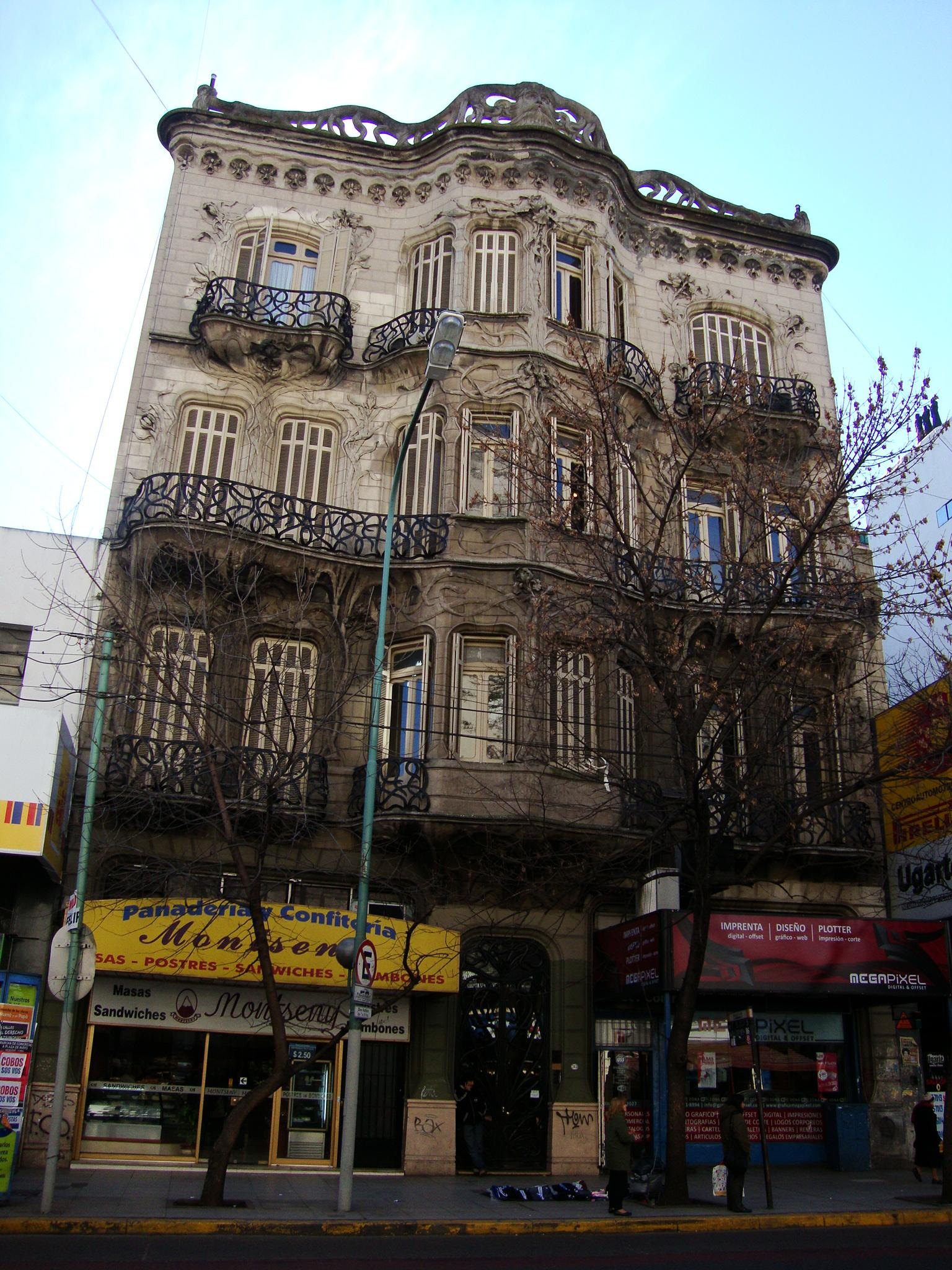

La Casa de los Lirios (la maison des lierres) est un des bâtiments les plus représentatifs de l'Art nouveau à Buenos Aires. Elle se trouve Avenida Rivadavia 2027-2031, dans le barrio de Balvanera, où elle a été construite en 1903 ou 1905 pour Miguel Capurro, le propriétaire du terrain.

Celui qui l'a conçue est l'ingénieur argentin Eduardo S. Rodríguez Ortega (1871-1938), classé parmi les admirateurs de Antonio Gaudí.  